# Frank Sauerbrey
Frank Sauerbrey är en tysk tidigare backhoppare som tävlade för Östtyskland (DDR).

## Karriär
Frank Sauerbrey debuterade internationellt i världscupen i öppningstävlingen i tysk-österrikiska backhopparveckan i Schattenbergschanze i Oberstdorf i Västtyskland 30 december 1984. Han blev nummer 26 i sin första världscuptävling. I Bergiselschanze i Innsbruck i Österrike blev han nummer tio, 4 januari 1984, hans bästa placering i en deltävling i världscupen och i backhopparveckan. Han blev som bäst i världscupen säsongen 1984/1985 då han med 6 världscup-poäng blev nummer 53 sammanlagt. Samma säsong i backhopparveckan blev han nummer 15 totalt.
Sauerbrey startade i Skid-VM 1985 i Seefeld in Tirol i Österrike. Där blev han nummer 31 i den individuella tävlingen i stora backen. I lagtävlingen blev han nummer tre tillsammans med Manfred Deckert, Klaus Ostwald och Jens Weissflog, och vann en bronsmedalj. Östtyskland var 32,2 poäng efter segrande Finland och 28,4 poäng efter Österrike.
Frank Sauerbrey deltog i sin sista världscuptävling på hemmaplan i Klingenthal 17 januari 1986. Där blev han nummer 13 i en tävling som vanns av Matti Nykänen från Finland. Sauerbrey avslutade backhoppningskarriären efter tävlingen.